# يو إف سي 134
يو إف سي 134: سيلفا ضد أوكامي (بالإنجليزية: UFC 134: Silva vs. Okami)‏ هو حدث لفنون القتال المختلطة نظمته يو إف سي، أُقيم في 27 أغسطس 2011، على صالة إتش إس بي سي في ريو دي جانيرو، البرازيل.